# Chasse aux phoques

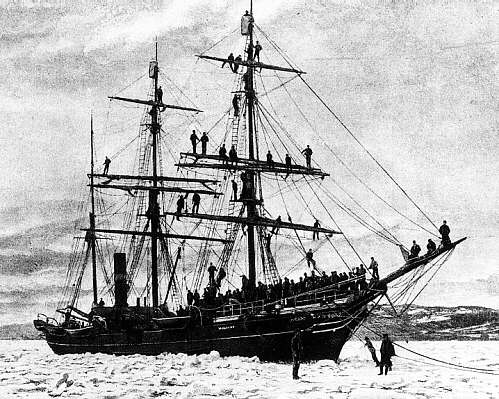
Bateau de chasse aux phoques, dans le nord de la mer du Labrador, 1884

La chasse aux phoques, traditionnelle ou commerciale, est pratiquée dans plusieurs pays, principalement au Canada, au Groenland et en Namibie, dans le but d'en récupérer principalement la fourrure mais aussi la viande, la graisse (ou l'huile) et les os.
Les phoques sont chassés généralement sur la banquise, soit à distance au moyen d'une arme à feu, soit à proximité au moyen d'un hakapik.
Pratiquée traditionnellement depuis plusieurs milliers d'années par divers peuples surtout pour l'alimentation humaine, la chasse prend une tournure principalement commerciale au fil des siècles. Durant les années 1960, la popularité de la fourrure de phoque dans l'industrie de la mode européenne augmente, au même moment où l'opposition à la chasse s'organise. La chasse du blanchon est interdite en 1987.
En effet, la chasse anime un débat dont les antagonistes sont principalement les chasseurs et les opposants à la chasse, parfois appelés groupes animalistes. Des scientifiques, des personnalités politiques et des célébrités participent aussi au débat. Des faits, images et témoignages, avérés, faux ou manipulés, sont mis de l'avant par les différents camps, souvent dans le but d'influencer l'opinion publique. Quelques artistes se sont également inspirés de la chasse aux phoques. Parmi les arguments fréquemment utilisés par les opposants à la chasse figurent la cruauté, l'inefficacité des méthodes de chasse, la possibilité de remplacer les produits du phoque, le faible impact économique et l'impact environnemental. Ceux soutenant la chasse clament souvent la situation économique précaire des communautés de pêcheurs, les qualités nutritives des produits du phoque, l'efficacité des normes et des méthodes de chasses et la population saine de phoque. Les inuits ont élaboré une économie fondée sur la pêche mais surtout sur la chasse, ils vont donc partir à la chasse des phoques qui sont bénéfiques pour eux, armés d'arcs ou même de harpons ; le phoque leur procure de la nourriture pour eux et ainsi que pour les chiens de traineau qui leur permettent de se déplacer. Sa graisse protège du froid, son foie cru est une source de vitamines indispensable. Sa peau sert à fabriquer des vêtements et des tentes pour qu'ils puissent y dormir, ses os des aiguilles et ses tendons des fils.
Plusieurs pays, incluant certains ayant historiquement chassé le phoque, dont l'Union européenne et les États-Unis, interdisent en tout ou en partie la chasse ou le commerce des produits du phoques. La plupart des pays permettant la chasse disposent eux-mêmes de réglementation à ce sujet. Certains autres pays comme la Chine ouvrent leur marché aux produits.

## Historique
La chasse aux phoques et autres mammifères marins a connu un essor depuis près de trois siècles. Dans les mers du Sud, des millions d'éléphants de mer et d'otaries à fourrures sont chassés. En Arctique, le morse, et l'éléphant de mer du nord ont frôlé l'extinction. En France, au XIXe siècle, une colonie de phoques gris comptait plusieurs centaines d'individus en baie de Somme. Une chasse intensive fut la cause de la disparition progressive sur les bancs de sable de la baie de Somme. En 1930, on observe une baisse des reproductions et en 1960, les derniers individus disparaissent. 
La chasse aux blanchons devient très importante à la fin des années 1950 car l'industrie de la mode européenne apprécie la fourrure blanche des jeunes phoques[source insuffisante]. En fait, 75 % des peaux sont utilisés par cette industrie. La chasse au Canada se transforme, les barques de chasseurs disparaissent et les chalutiers européens deviennent de plus en plus nombreux tandis qu'il n'y a pas de contrôle[réf. nécessaire].
En 1964, la Télévision de Radio-Canada diffuse un documentaire intitulé Les Grands Phoques de la banquise, écrit et narré par Serge Deyglun et produit par André Fleury. La scène montrant le chasseur Gustave Poirier dépecer un blanchon encore vivant cause un scandale. Gustave Poirier affirme quelques années plus tard que les producteurs l'ont payé pour qu'il commette ce geste.
En 1967, le Canadien d'origine galloise Brian Davies quitte la SPCA du Nouveau-Brunswick pour créer le Fonds international pour la protection des animaux (IFAW), dont le but originel est de faire interdire la chasse aux blanchons. L'organisme Greenpeace, aussi fondé au Canada en 1971, rejoint Brian Davies et l'IFAW dans l'opposition à la chasse en 1976. L'année suivante, les militants se rendent à Terre-Neuve-et-Labrador dans le but de vaporiser de la peinture sur les peaux de phoque afin de les rendre inutilisables. Brigitte Bardot et Yvette Mimieux se font prendre en photo sur la banquise avec des blanchons, soulevant la colère des chasseurs.
En novembre 1982, le Parlement européen interdit temporairement l'importation de peaux de blanchons provenant du Canada. L'interdiction est étendue à deux ans en 1983. Cela a un impact immédiat, les peaux ne se vendant plus qu'à 13 $ l'unité, soit une baisse de moitié, alors que plusieurs communautés côtières souffrent de cette interdiction. Selon Pêches et Océans Canada, le revenu des Inuit baisse d'un tiers à la suite de cette décision. Cette situation incite toutefois les Madelinots à développer l'industrie du tourisme hivernal.
En 1984, le gouvernent canadien établit la Commission royale sur les phoques et l'industrie de la chasse au phoque au Canada, ou Commission Malouf, du nom de son président, le juge Albert Malouf. La commission recommande de permettre la chasse au phoque à condition que les règles soient plus strictes et que le gouvernement tienne compte de l'opinion publique. De plus, elle recommande l'interdiction de la chasse aux blanchons et aux dos bleus tout en considérant l'usage du gourdin et des armes à feu comme n'étant pas cruel. Elle recommande finalement de trouver d'autres marchés au Canada même. En 1987, le Canada adopte le règlement sur les mammifères marins interdisant notamment la chasse aux blanchons et encadrant davantage les pratiques de chasse.
En 2001, Pêches et Océans Canada cesse de subventionner l'industrie.
En 2007, le Canadien Raoul Jomphe réalise le documentaire Phoques - Le film, où il montre le point de vue des chasseurs tout en dénonçant les méthodes des animalistes. Le groupe anti-chasse Human Society of United States a voulu intenter une poursuite contre la Télévision de Radio-Canada afin d'interdire la diffusion du film mais la société de la Couronne est tout de même allée de l'avant. Une scène de deux minutes montre en effet Rebecca Aldworth, membre du groupe, parler devant un phoque agonisant. Ce dernier est ramené à la surface par les animalistes alors qu'il tentait de se jeter à l'eau.
Le 29 mars 2008, L'Acadien II fait naufrage durant un remorquage, tuant quatre des six pêcheurs à bord[réf. nécessaire].Paul Watson, président et fondateur de Sea Shepherd Conservation Society, affirme ensuite que l'abattage de milliers de phoques est une tragédie plus grande que la mort des chasseurs. Le 4 avril, son navire, le Farley Mowat, est forcé de quitter Saint-Pierre-et-Miquelon car la population, qui ne chasse pas le phoque mais soutient les Madelinots vivant eux aussi de la pêche, s'est massée sur les quais, avant que les roches et les insultes fusent des deux côtés. Quelques jours auparavant, Pêches et Océans Canada avait porté plainte contre le capitaine et le second du Farley Mowat car ils auraient entravé le travail des garde-côtes. Le capitaine et le second du navire Farley Mowat, de l'organisme animaliste Sea Shepherd Conservation Society, est accusé. La cheffe du Parti vert du Canada, Elizabeth May, quitte son poste de conseillère de Paul Watson peu de temps après les événements[réf. nécessaire].
En 2009, le Parlement européen interdit le commerce et l'importation de peaux et d'autres produits dérivés du phoque dans l'Union européenne; une exemption est toutefois accordée aux produits provenant de la chasse traditionnelle des Inuits et des Amérindiens. Cet embargo s'ajoute à celui des États-Unis et du Mexique. Tous les députés de l'Assemblée nationale du Québec condamnent cette décision et tous, sauf Amir Khadir, demandent au gouvernement du Canada de porter plainte devant l'Organisation mondiale du commerce (OMC). Le Canada et la Norvège poursuivent ensuite l'Union européenne à l'OMC. La même année, la Russie interdit la chasse aux phoques du Groenland âgés de moins d'un an. En mars 2009, le sénateur canadien Mac Harb tente de faire interdire la chasse commerciale; tous les sénateurs rejettent le projet de loi, un événement sans précédent dans l'histoire du Sénat[réf. nécessaire].
Le 25 mai 2009, la gouverneure générale du Canada Michaëlle Jean mange du cœur de phoque cru durant une visite au Nunavut et participe à la chasse quelques jours plus tard. Le geste, qu'elle considère fait en guise de sympathie envers les communautés côtières, est salué par le gouvernement de Stephen Harper, tandis que des groupes animalistes l'accusent de n'aider en rien la chasse commerciale, qui est selon eux différente de la chasse traditionnelle. Le 2 décembre, une dégustation de phoque est organisée sur la colline du Parlement par le Bloc québécois dans le but de sensibiliser les députés à la réalité de l'industrie. Plusieurs chasseurs dont Denis Longuépée ont participé à l'événement.
En 2010, la Chine permet l'importation des produits du phoque[réf. nécessaire].

## Équipement et méthodes

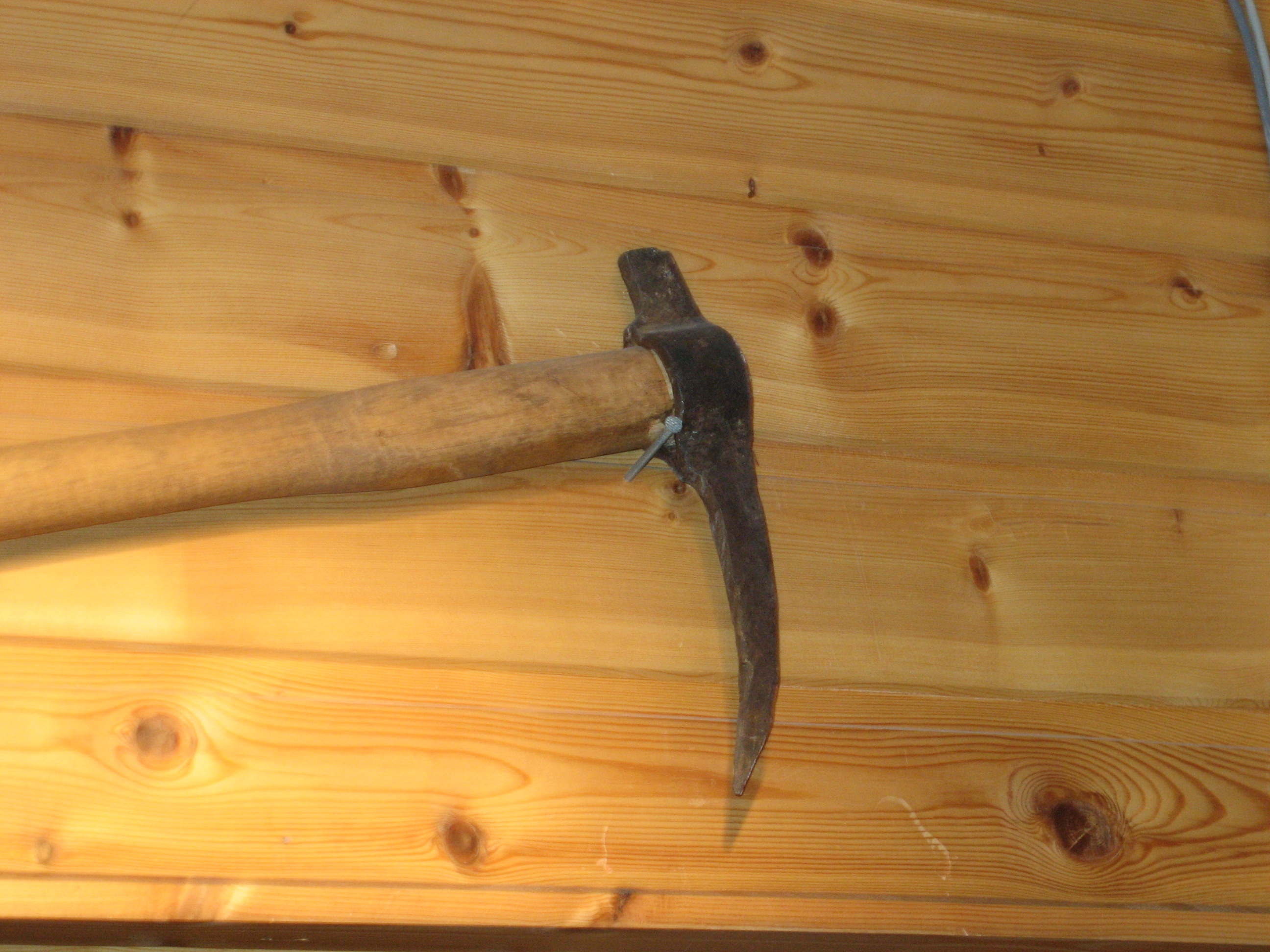
Un hakapik traditionnel.

Les phoquiers utilisent diverses méthodes de chasse.
La principale méthode et qui est également développée sous la rubrique « Réglementation - Canada » consiste à asséner un fort coup sur la partie inférieure du cerveau du phoque. Les phoquiers s'aident d'un hakapik (gourdin) pour détruire cette partie du cerveau et tuer l'animal instantanément. Cette méthode est considérée comme rapide et sans souffrance pour l'animal. 
À la suite du coup, on considère l'animal comme cliniquement mort.
L'hakapik est un instrument régulièrement utilisé pour tuer les phoques. Il a la forme d'un long marteau et se compose de deux parties à son extrémité : le percuteur et le crochet. Lors du coup qui est donné sur la tête du phoque pour le tuer, c'est le percuteur qui est utilisé.
Après son décès, il se peut que le phoque bouge toujours, ce qui est appelé le « réflexe de nage / natatoire », donnant l'impression qu'il est toujours en vie. Ce réflexe, apparenté à des contractions musculaires désordonnées prouve que l’animal est bien mort cliniquement.
À titre d'exemple cette méthode ressemble fortement à l'abattage du bétail qui consiste à enfoncer une aiguille d'environ 5 cm dans le crâne de l'animal. Les conséquences sont les mêmes que pour le phoque, l'animal bouge sous l'effet des contractions musculaires jusqu'au saignage où l'animal est vidé de son sang et les contractions musculaires stoppent. Chez les animaux, ces étapes durent 1 minute, chez les phoques elles durent environ 15 secondes. À titre d'information, la marge d'erreur lors de l'abattage des animaux est d'environ 3,4 %, chez les phoques elle tourne environ autour des 2,4 %.

## Réglementation

### Canada

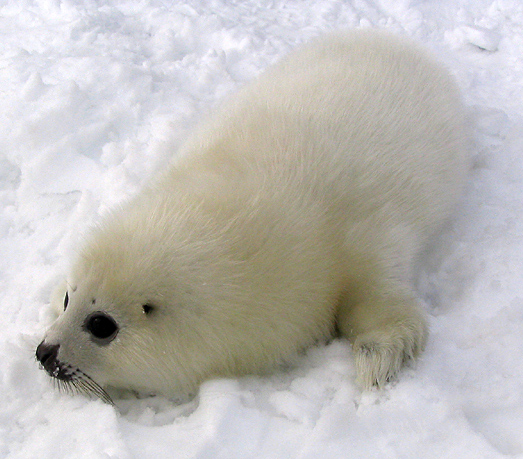
Un blanchon pendant la période de chasse 2006, non loin du quai de Grosse-Île, aux Îles-de-la-Madeleine.
Le blanchon n'est plus chassé au Canada, mais il continue d'alimenter le discours animaliste.

Le Canada applique à la chasse au phoque une réglementation rigoureuse et sévère qui comporte des dates et des quotas précis, spécifie les méthodes pour abattre les animaux, prévoit une formation obligatoire des chasseurs ainsi que l'homologation et le contrôle des navires utilisés. 
Pour la chasse des phoques adultes, le Canada a mis en place un système de quotas depuis 1971. On ne chasse les phoques qu'après qu'ils ont perdu leur pelage de blanchon vers l'âge de 12 jours. En 2009, le quota s'élève à 338 000 phoques.
Les chasseurs doivent attendre que les phoques aient perdu leur pelage blanc et puissent se débrouiller seuls sur la glace, sans leur mère. Les prises comprennent donc pour l'essentiel des jeunes de moins de 3 mois, mais aucun blanchon.
Les techniques de chasse actuelles se font majoritairement avec le gourdin (hakapik). Trois coups réglementaires doivent être donnés pour s'assurer que le phoque est bel et bien mort, et plusieurs études démontrent que cette technique est rapide sans trop de souffrances pour le phoque. Le phoque est ensuite saigné quand on coupe ses veines natatoires et ce n’est qu’alors qu’on enlève sa peau. C'est en août 1984 que le gouvernement canadien établit la Commission royale sur les phoques et l'industrie de la chasse au phoque au Canada. Présidée par le juge Albert H. Malouf, cette dernière avait pour mandat de rassembler l'information et formuler des recommandations sur les répercussions de la chasse au phoque afin d'établir une nouvelle politique fédérale sur la question. Elle devait aborder tant les répercussions socioculturelles, les avantages économiques que les considérations d'ordre moral. Le rapport Malouf se termine sur plusieurs propositions. Les commissaires jugent que la chasse au phoque devrait se poursuivre, mais avec une réglementation plus restrictive. Ils se prononcent également sur les méthodes d'abattage, estimant que le gourdin et l'arme à feu ne sont pas cruels. Étant donné l'interdiction européenne sur l'importation des peaux de blanchons, la commission recommande le développement de marchés potentiels au pays même pour les produits du phoque, autres que ceux dérivés des blanchons.

### Groenland
Les ventes des peaux de phoques est, jusqu'aux années 1970, un des éléments essentiels de l'économie groenlandaise, faisant vivre un quart de la population. Les chasseurs inuits du Groenland chassent les adultes, car les phoques femelles mettent bas au Canada.
Great Greenland (en) est la seule entreprise de tannerie du Groenland, depuis 1977. Elle achète, dans les années 2000, environ 100 000 peaux de phoques aux chasseurs pour les revendre tannées voire transformées en vêtements, principalement hors du Groenland. En 2010, les quotas limitent la chasse à un peu plus de 100 000 phoques pour l'ensemble du Groenland.

### Norvège
L'UE peut autoriser un abattage limité de phoques en Norvège pour réguler l'espèce. Cette intervention est complémentaire de l'action des prédateurs des phoques, principalement le Léopard de mer.
La Norvège applique à la chasse au phoque une réglementation qui comporte des quotas, spécifie les méthodes pour abattre les animaux, impose une formation des chasseurs ainsi que l'homologation et le contrôle des navires utilisés.
La chasse sportive des phoques est interdite dans l'UE depuis 2009.

### Autres pays
Le règlement sur les mammifères marins interdit le commerce, le troc ou la vente de fourrures de ces phoques, aux États-Unis. De plus, il est interdit de chasser les phoques dans leurs aires de reproduction, de mise à bas, le temps que les jeunes soient sevrés, qu'ils deviennent autonomes (soit 12 jours).
L'introduction de la US Marine Mammal Protection de 1972 interdit l'import de fourrures de phoques sur le territoire des États-Unis depuis le Canada.
En 1983, la Communauté économique européenne bannit l'importation de blanchons et de dos bleus. En conséquence, la récolte diminue de façon draconienne. En France, les phoques jouissent d'une protection légale depuis 1961. 
Le 5 mai 2009 l'Union européenne vote un règlement interdisant la commercialisation des dérivés du phoque.

## Produits

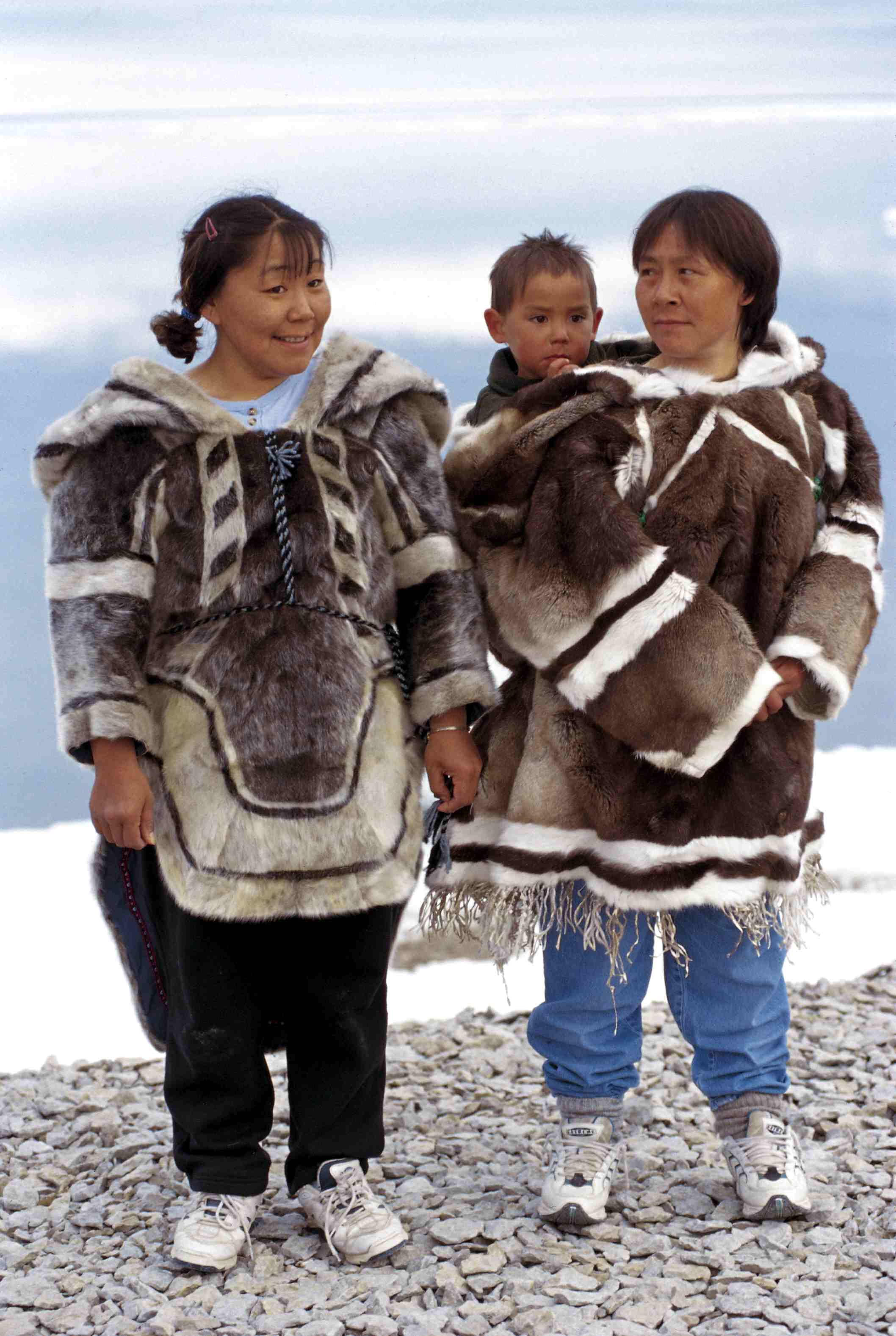
Vêtements d'Iglulik : phoque et caribou (1999).

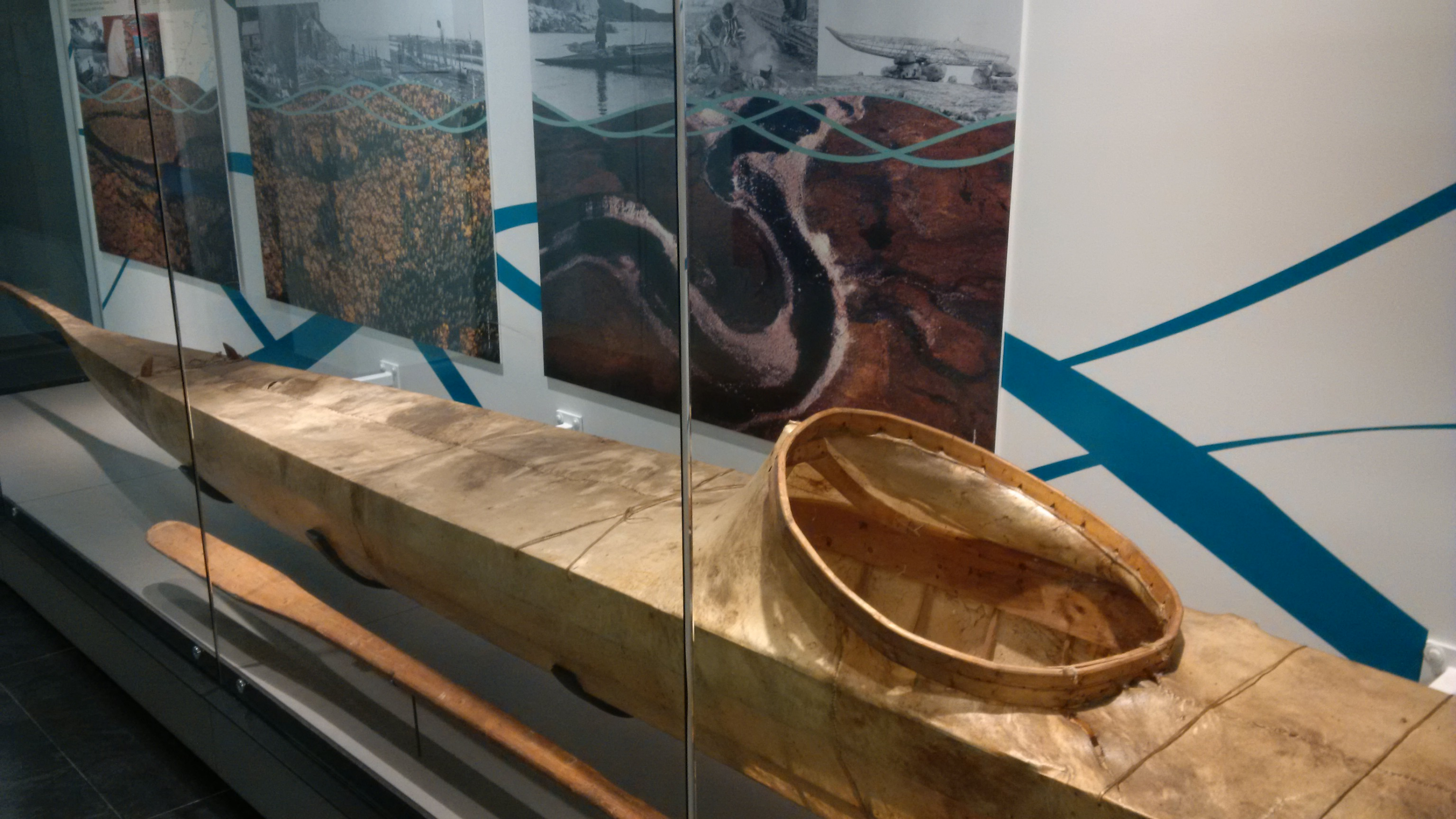
Kayak des Inuits du Caribou, en peau de phoque (1966).

Au Canada, le gouvernement fédéral encourage la vente des produits dérivés du phoque, que ce soit la peau mais aussi l'huile, la viande et l'artisanat. Ainsi, aux Îles-de-la-Madeleine, l’huile de loup-marin est encore utilisée en cuisine traditionnelle (par exemple, en friture pour la préparation des « croxignoles ») tandis que sa chair fait l’objet d’un intérêt renouvelé : tataki, merguez de loup-marin en  poutine et autres « phoconnailles » (charcuteries gourmet composées de viande de phoque). L'huile de phoque est riche en oméga-3[source insuffisante].
En Namibie, les peaux sont utilisées à la fois pour la fourrure ou pour en faire du cuir alors que les carcasses sont jetées ou transformées en moulée pour animaux.
Six espèces de phoques sont concernées par cette chasse : le phoque du Groenland, le phoque à capuchon, le phoque gris, le phoque annelé, le phoque barbu ainsi que le phoque commun, dont la population globale dépasse les six millions d'individus. Après l'embargo mené contre la fourrure blanche des blanchons, les chasseurs se sont tournés sur la fourrure argentée des phoques plus vieux. En effet, cette dernière plaît beaucoup aux Russes et aux Chinois[réf. nécessaire]. L'huile, la viande, le collagène et les autres produits dérivés du phoque n'ont pas beaucoup de succès commercial au Canada, entre autres à cause des boycotts s'opposant à cette chasse, alors qu'en Norvège, le gouvernement travaille à une exploitation systématique de ces parties autres que la peau[réf. nécessaire], qui sont de grande valeur commerciale.

## Différentes positions concernant la chasse aux phoques

### Aspects socio-économiques

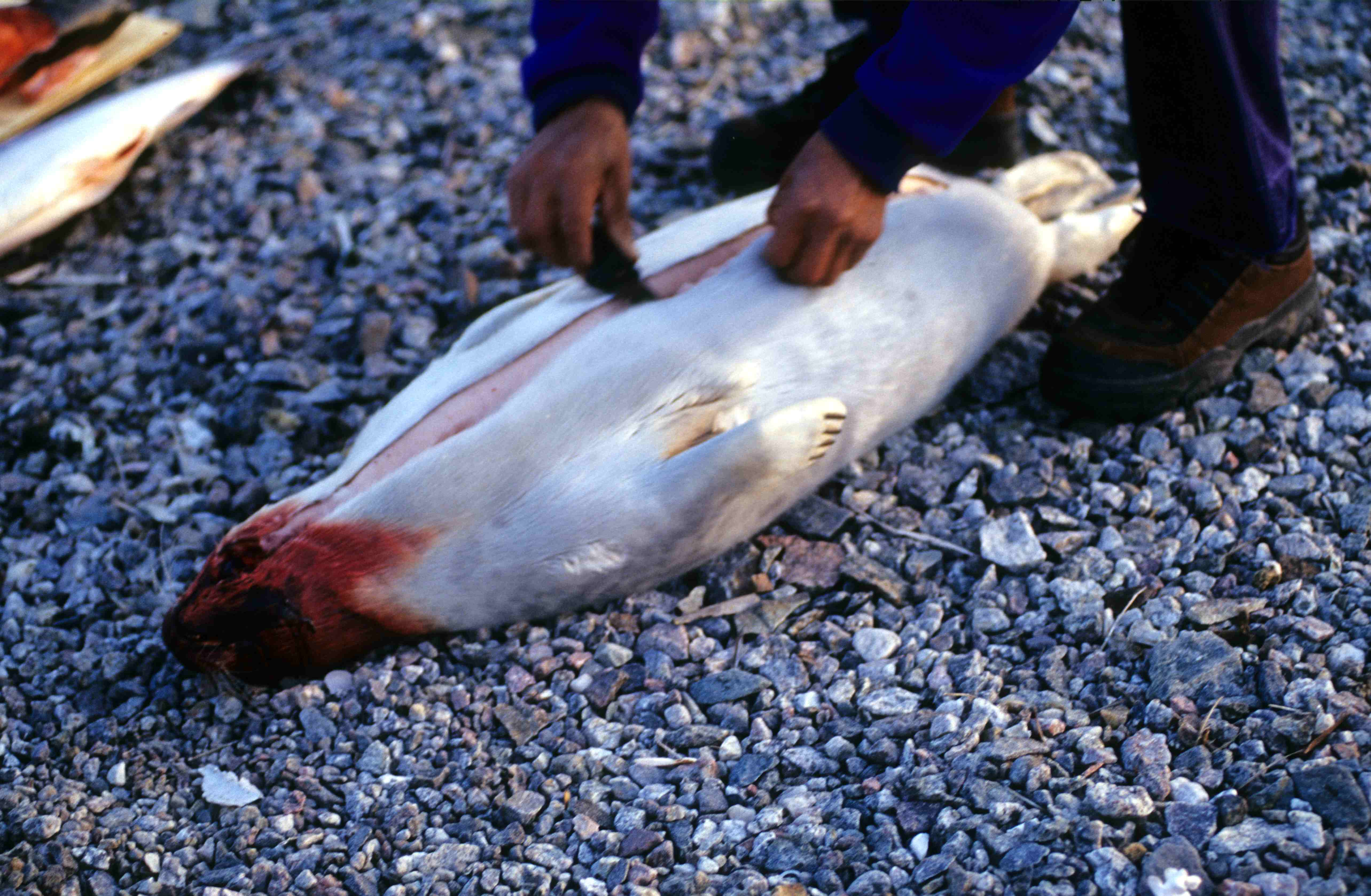
Préparation d'un phoque annelé (2000).

Selon l'Autorité européenne de sécurité des aliments, 700 000 phoques d'au moins quinze espèces différentes sont abattus annuellement dans le monde, dont 60 % au Canada, au Groenland et en Namibie.
Au Canada, la chasse au phoque est pratiquée par 6 000 pêcheurs dans les Provinces de l'Atlantique, au Québec et dans l'Arctique. Selon Pêches et Océans Canada, la chasse génère des revenus annuels de 1 million $CAN (0,6 million €) au Nunavut et de 55 millions $ CAN (34 millions €) à Terre-Neuve-et-Labrador. les revenus de cette chasse contribuent à moins de 1 % de l’économie de Terre-Neuve-et-Labrador. Quant à eux, les pêcheurs tirent entrent 25 % et 35 % de leurs revenus de cette chasse, selon les sources du gouvernement du Québec ou du Canada,. Le revenu annuel moyen d'un pêcheur au Canada est d'environ 35 000 $ (15 750 euros). La chasse permet d'assurer la subsistance d'environ 15 000 familles de pêcheurs sept mois par année. De plus, certaines localités tirent entre 15 % et 35 % de leurs revenus de cette chasse, et ce, pour toute la population. Les localités d'où proviennent la plupart des chasseurs ont un taux de chômage dépassant de 30 % la moyenne canadienne. Toutes les peaux sont transformées au pays, dans six à huit usines, quatre à Terre-Neuve-et-Labrador et les autres au Québec. Au Canada, un pêcheur vendait une peau à 97 $ en 2009, un bon de 77 % depuis 2005.
La chasse au phoque crée 149 emplois en Namibie.
En Russie, le phoque n'est presque plus chassé depuis que la capture des individus âgés de moins d'un an est interdite. En effet, la plupart des prises d'avant 2009 étaient de jeunes phoques.[réf. nécessaire]
Cette activité rapporte beaucoup d'argent : 30 $CAN par peau aux Îles-de-la-Madeleine en 2009 (moitié moins à Terre-Neuve-et-Labrador). Cela représente un chiffre d'affaires de près de 19 millions de dollars canadiens chaque année[réf. nécessaire]. Les agents des pêches de Pêche et Océans Canada contrôlent l'application des lois et préviennent les situations houleuses entre chasseurs et animalistes. Les recettes des campagnes de boycott des produits marins canadiens sont également faramineuses : selon le documentaire de Raoul Jomphe, le revenu annuel de la directrice des campagnes au Canada de la Humane Society of United States, Rebecca Aldworth, s'élève autour du demi-million de dollars, alors qu'un chasseur typique gagnera une fois l'an moins de 10 000 $ pour ses peaux, un montant représentant 25 % de son salaire annuel[réf. nécessaire].
Le Canada invoque les aspects traditionnel, légitime et commercial de cette chasse, arguments forts de leur défense. En effet, actuellement le commerce de la fourrure de phoque est tolérée en Europe et permise en Russie, en Chine et dans beaucoup de pays du monde, car les espèces concernées ne sont pas menacées d'extinction et ne sont donc pas listées en Annexe I de la CITES ni même sur la Liste Rouge de l'UICN. Les diplomaties européennes éprouvent donc quelques difficultés sur le plan légal pour opposer des arguments valables à cette chasse. Toutefois, aux États-Unis, la loi sur la Protection des mammifères marins (Marine Mammal Protection Act) stipule clairement qu'il est illégal de tuer des mammifères marins ou de faire le commerce des produits dérivés.
Aussi, pour préciser le cadre scientifique de cette chasse mais reconnaissant son caractère caduc avancé par le Canada, les députés Mark Watts, Catherine Stihler et Phillip Whitehead siégeant au Parlement européen ont pris cette question au sérieux et ont déposé un texte le 20 octobre 2003. Ils demandent que le Conseil international pour l'exploration de la mer (CIEM) et le Groupe des spécialistes du phoque de l'Union Internationale pour la Conservation de la Nature et de ses ressources (UICN) étudient « les conditions des populations de phoques dans les eaux européennes et leurs interactions éventuelles avec le secteur de la pêche. » Ils réclament notamment que la Commission récolte « toutes les données nécessaires sur les dommages causés par les phoques aux engins de pêche et sur les captures imputables aux phoques dans les eaux européennes ainsi que sur les effets des activités de pêche sur les populations de phoques. » Il existe environ six millions de phoques et cela représente effectivement une population en développement. Les troupeaux sont riches et peuvent supporter une chasse annuelle régulière et contrôlée,,.

### Aspects environnementaux
En Namibie, la population de phoques est estimée à 850 000 individus.
Dans l'Est du Canada, les populations du phoque du Groenland et du phoque gris, deux espèces chassées, ne sont pas menacées. Selon le rapport gouvernemental canadien (E1-01) sur l'évaluation des stocks de phoque du Groenland de l'Atlantique du Nord-Ouest 2000, la population aurait un peu plus que triplé depuis le niveau de 1970 passant de 1,7 million à 5,2 millions d'individus en 2000. La chasse y a lieu sur le littoral entre Terre-Neuve et le Labrador et dans le golfe du Saint-Laurent. Elle fait depuis des années l'objet de violentes protestations de la part de la communauté internationale, dont les animalistes, qui accusent la violence et la cruauté de cette chasse. En fait, le gourdin utilisé (agapik ou akapik) n'a pas bonne presse, c'est un marteau qui sert à tuer en cassant la boîte crânienne, muni d'un pic pour ramener le phoque sur la glace. Selon l’article 29 du Règlement sur les mammifères marins de la Loi sur les pêches canadiennes, ce n'est qu'après avoir administré un test de réflexe de clignement qui ne provoque aucun clignement que le chasseur peut saigner le phoque en coupant ses deux artères axillaires. Cette méthode d'abattage est obligatoire selon les conditions de permis des chasseurs canadiens.
En 2004, un recensement de la population de phoques du Groenland permet de constater qu'elle est saine et stable avec 5,8 millions d'individus, soit le triple de ce qu'elle était en 1970. Les populations de phoques du Groenland et de phoques à capuchon de l'Atlantique Nord comptent environ 8 millions de têtes dont trois millions dans les zones où chasse la Norvège. Elles sont toutes les deux en augmentation. En France, les protections ont permis aux phoques gris de constituer une petite colonie en Bretagne. Le phoque est revenu en baie de Somme depuis 1986. Depuis 1992, cette petite colonie prospère avec deux à quatre naissances par an.
Au Canada, des quotas de 975 000 prises ont été répartis sur 3 ans jusqu'en 2003. En 2005, on a autorisé 320 000 prises, quantité correspondant au tiers des nouveaux phoques de l'année, ce qui ne nuit pas au maintien de la population. Les opposants à la chasse invoquent la possibilité que ces chiffres soient faussés par le braconnage.
On dit[Qui ?] que la seule association écologique qui soutient cette chasse est le WWF-Canada, très peu d'associations écologiques s'opposeront à cette chasse[réf. nécessaire] pour des raisons proprement écologiques. Greenpeace a souvent changé d'avis à propos de la chasse aux phoques mais ils ont choisi de réintégrer les rangs des opposants à la chasse en 2005,. Son coordonnateur québécois, Steven Guilbault, cité par Le Devoir, affirmait en 2004 : « L'espèce n'est pas en danger, contrairement à d'autres mammifères marins — ce qui est le cas de plusieurs espèces de baleines, notamment — que nos organisations essaient de protéger et de défendre sur d'autres océans. »
Certains[Qui ?] disent que cette activité régule les stocks de morue, le phoque étant son principal prédateur, et qu'elle représente un « apport socio-économique », ce que nuance Pêches et Océans Canada. Le même égard envers les stocks de poisson pousse la Norvège à vouloir contraindre les populations de phoques. De plus, les troupeaux de phoques sont, en éliminant leurs selles dans l'eau, un facteur d'implantation de leurs vers parasites (Anisakidae) à la chaîne alimentaire qui les nourrit. Une abondance accrue de phoques concourt alors à une abondance accrue de ces vers parasites, notamment chez la morue, espèce d'importance commerciale. Dans les cas où le poisson n'a pas été congelé, les larves dissimulées ont une incidence en santé publique. «Les scientifiques d’Islande croient fermement que les parasites du phoque gris sont la menace la plus importante qui pèse sur leurs stocks de morue».
Les chasseurs répondent que les phoques sont des animaux sauvages que les humains ont le droit de chasser. Ils rappellent qu'ils ne sont pas menacés, que l'Organisation mondiale du commerce autorise le commerce sans restriction de la plupart des produits du phoque et que les Inuits pratiquent une chasse viable. Ils revendiquent le droit des Inuits de continuer à chasser comme ils l'ont toujours fait. Pour sauver les phoques, la meilleure chose à faire selon eux serait d'essayer de freiner les changements climatiques qui détruisent les glaces marines — l'habitat des phoques en Arctique.

### Aspects émotionnels

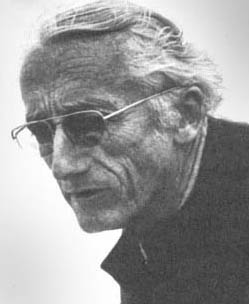
Jacques Cousteau.

En 1978, l'océanographe Jacques Cousteau critique l'attention portée sur la chasse au phoque, prétextant qu'elle est purement émotionnelle.

## Médiatisation du débat
Les articles en faveur de cette chasse sont principalement de sources canadiennes[réf. nécessaire]; parmi ces journalistes, scientifiques ou politiques, citons le journaliste (et chasseur[réf. nécessaire]) Louis-Gilles Francoeur du quotidien montréalais Le Devoir.

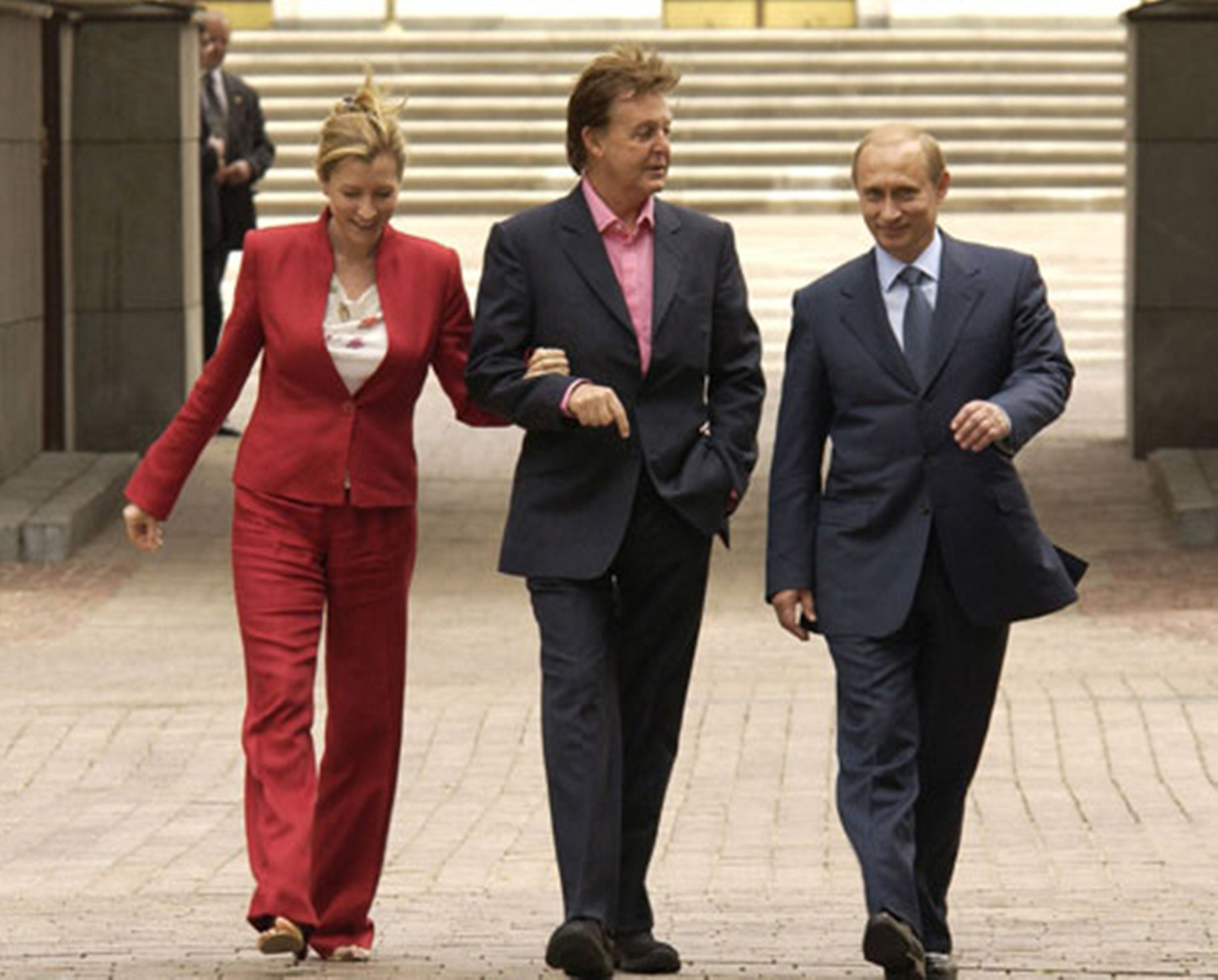
Paul McCartney avec son ancienne épouse Heather Mills et Vladimir Poutine.

De nombreuses célébrités se sont opposées publiquement à la chasse au phoque, incluant, Richard Dean Anderson, Kim Basinger, Juliette Binoche, Paul McCartney, Heather Mills, Pamela Anderson, Martin Sheen, Pierce Brosnan, Paris Hilton, Robert Francis Kennedy Jr., Rutger Hauer, Brigitte Bardot, Ed Begley Jr., Farley Mowat, Linda Blair, les Red Hot Chili Peppers, Jet, The Vines, Pin, The Darkness, Good Charlotte et Animal Collective.
De nombreuses associations, telles que le Fonds international pour la protection des animaux (IFAW) ou la Humane Society of the United States mènent régulièrement des campagnes contre la chasse au phoque. En France, dans les années 1980, Brigitte Bardot a beaucoup fait pour protéger les blanchons.
En mars 2006, l'ex-membre des Beatles, Paul McCartney a été invité par la Humane Society of the United States pour venir combattre la chasse aux Îles-de-la-Madeleine. Les médias relatèrent une image de son épouse tentant de caresser un blanchon sans succès : non seulement ces animaux sauvages ne veulent pas de contact avec les humains, mais toucher un blanchon de son odeur d'humain risque de le condamner à être abandonné par sa mère avant la fin de l'allaitement.
En 2006, Brigitte Bardot se rend à Ottawa pour protester contre la chasse mais le Premier ministre refuse de la rencontrer. Quelques jours plus tard, Paul McCartney et Heather Mills visitent les sites de chasse du golfe du Saint-Laurent, et, invités à l'émission Larry King Live, ils débattent avec Danny Williams, le Premier ministre de Terre-Neuve-et-Labrador.
En 2021, l'auteur de livre jeunesse Gropapa publie Les Phoques de la banquise dans la collection dédiée à Paul Watson et Sea Shepherd et dédicacé à Brigitte Bardot pour dénoncer la chasse aux bébés phoques.

### Articles
- Mythes et réalités de la chasse aux phoques
- Association des chasseurs de phoques des Îles-de-la-Madeleine

### Filmographie
- Phoques - le film, documentaire de Raoul Jomphe